# Lijst van personages uit Mariospellen
Onderstaande lijst is een (incompleet) overzicht van personages uit Mariospellen.

## A
- Amp
- Army Hammer Bro.
- Antasma

## B
- Baby Bowser
- Baby Daisy
- Baby Donkey Kong
- Baby Luigi
- Baby Mario
- Baby Peach
- Baby Waluigi
- Baby Wario
- Baby Yoshi
- Bullet Bill
- Banzai Bill
- Big Bertha
- Big Bully
- Birdo
- Blauwe Toad
- Blooper
- Bob-omb
- Bomb Boo
- Boo
- Bookend
- Bowser
- Bowser Jr.
- Broozer
- Broque Madame
- Bouldergeist
- Broque Monsieur
- Bullet Bill
- Bully
- Blue Luma
- Boom Boom
- Bowletta
- Bwario
- Bwaluigi

## C
- Chain Chomp
- Cappy
- Cheep Cheep
- Cheep Chomp
- Chief Chilly
- Chill Bully
- Co-Star Luma
- Cranky Kong
- Chuckya
- Cackletta
- Conckdor
- Cursa

## D
- Dark Bowser
- Diddy Kong
- Dixie Kong
- Donkey Kong
- Donkey Kong Junior
- Dry Bones
- Dry Bowser
- Dry Bowser Jr.

## E
- Eyerok
- Eerie
- Elite Trio

## F
- Fawful
- Fly Guy
- Funky Kong

## G
- Gele Toad
- Gooper Blooper
- Goomba
- Goomboss
- Grindel
- Groene Toad

## H
- Hammer Bro.
- Heave Ho
- Hungry Luma
- Hopper
- Hint Toad

## I
Iggy Koopa

## K
- Kamek
- Kapitein Toad
- Killer Chair
- King Bill
- King Boo
- Koopa Paratroopa
- Koopa Troopa
- Kritter
- Kwaadaardige piano
- King K. Rool
- Koopa
- paragoomba

## L
- Lakitu
- Larry Koopa
- Lemmy Koopa
- Lubba
- Ludwig von Koopa
- Luigi
- Luma
- Lumalee

## M
- Magikoopa
- Mario
- MC Ballyhoo
- Mega Goomba
- Midbus
- Mini-Mario
- Mini-Bowser
- Mini-Donkey Kong
- Monty Mole
- Morton Koopa Junior
- Mr.I
- Mecha-Koopa
- Megabug/MegaDraakBowser

## N
- Ninji
- Noki

## O
- Octogoomba
- Ostro
- Ondersteuner

## P
- Parabomb
- Paragoomba
- Pauline
- Petey Piranha
- Pianta
- Pink-gold peach
- Piranha Plant
- Pirabbid Plant
- Pokey
- Princess Daisy
- Princess Peach
- Professor Elvin Gadd
- Princess Shroob
- Polari
- Pom Pom
- Pink Boo
- Popple
- Pletter

## Q
- Quean Bean

## R
- Rip van Fish
- R.O.B.
- Rode Toad
- Rosalina
- Rollodillo
- Roy Koopa
- Red Luma
- Rookie
- Rabbid Kong/Mega Rabbid Kong
- Rabbid Mario
- Rabbid Luigi
- Rabbid Peach
- Rabbid Yoshi
- Rabbid Cranky Kong

## S
- Scuttlebug
- Shadow Mario
- Shunned Guy
- Shy Guy
- Skeeter
- Slurp Guy
- Snifit
- Snufit
- Spindel
- Spindrift
- Spiny
- Stuffwell
- Starlow
- Sushi
- Shroobs
- Smithy
- Swooper
- Stingby
- Spawny
- Sparks

## T
- Thwomp
- Tiny Kong
- Toad
- Toad (soort)
- Toadbert
- Toadette
- Toadsworth
- Tumble

## U
- Ukiki
- Urchin

## W
- Waluigi
- Wario
- Whomp
- Wiggler
- Wendy O. Koopa
- Wart

## Y
- Yoob
- Yoshi

## Z
- Ziggy